# Fred R. Feitshans junior
Fred R. Feitshans junior (* 10. September 1909 in Los Angeles, Kalifornien; † 21. Dezember 1987 in Studio City, Los Angeles, Kalifornien) war ein US-amerikanischer Filmeditor.

## Leben
Feitshans junior war ab 1940 als eigenständiger Editor tätig. Bis in die 1950er Jahre hinein arbeitete er an Kinoproduktionen mit, danach verlagerte sich sein Schwerpunkt auf Fernsehserien. Ab 1964 war er wieder vorwiegend bei Kinoproduktionen für den Filmschnitt verantwortlich.
1949 gab er mit dem Film In der Hölle der Arktis sein Debüt als Regisseur. Er drehte den Film zusammen mit Norman Dawn und war zudem als Produzent und Kameramann beteiligt. Diese Produktion blieb seine einzige Regiearbeit.
Für den Film Wild in den Straßen war er zusammen mit seiner Kollegin Eve Newman 1969 für den Oscar in der Kategorie Bester Schnitt nominiert.
Sein 1937 geborener Sohn Buzz Feitshans ist ein Filmproduzent. Sein Enkel Buzz Feitshans IV (* 1959) ist als Kameramann tätig. Sein Vater Rollin Feitshans nahm als Tennisspieler an Olympia teil.

## Filmografie (Auswahl)
- 1940: Die Irrwege des Oliver Essex (My Son, My Son!)
- 1940: Rote Teufel um Kit Carson (Kit Carson)
- 1943: Gespenster im Schloß (Sherlock Holmes Faces Death)
- 1944: Follow the Boys
- 1946: Zwei Sprengstoffverkäufer (Little Giant)
- 1948: Reise ins Verderben (Inner Sanctum)
- 1949: In der Hölle der Arktis (Arctic Fury)
- 1949: Graf Cagliostro (Black Magic)
- 1951: Der Mann von Planet X (The Man from Planet X)
- 1959: Gangster, Gin und scharfe Hasen (Guns, Girls, and Gangsters)
- 1964: Bikini Beach
- 1966–1967: Die Grüne Hornisse (The Green Hornet, Fernsehserie)
- 1966: Das Geheimnis der grünen Hornisse
- 1968: Wild in den Straßen (Wild in the Streets)
- 1971: Bunny und Bill (Bunny O'Hare)
- 1972: Frogs
- 1973: Jagd auf Dillinger (Dillinger)